# Bitwa o fort Driant
Bitwa o fort Driant – bitwa stoczona w forcie Driant i jego najbliższych okolicach w dniach od 24 września do 13 października 1944 roku pomiędzy niemiecką załogą fortu i wspierającą ich artylerią a amerykańską 3. Armią Pattona.

## Przed bitwą
We wrześniu 1944 roku wojska amerykańskie stanęły naprzeciw całej długości Linii Zygfryda. Alianci mieli poważne problemy z zaopatrzeniem z powodu braku portów, a teren, do którego dotarli, zwłaszcza Lotaryngia, nie sprzyjał mobilności amerykańskiej armii. Przedpola Niemiec były błotniste, zimne i przede wszystkim silnie ufortyfikowane. Granicy III Rzeszy strzegła sieć umocnionych fortów, z których najpotężniejszym nie tylko w Wale Zachodnim, ale i całej Europie, był fort Driant.

## Bitwa

### Pierwszy atak
Fort został po raz pierwszy zaatakowany 27 września. Zwiadowcy donieśli, że fortu bronią słabo wyszkolone, źle wyposażone i niekompletne jednostki. Od godziny 6:00 do 14:15 pozycja była ostrzeliwana przez amerykańska artylerię. Gdy skończyła się amunicja, do ataku ruszył 11 Pułk Piechoty.
Żołnierze, będąc jeszcze daleko od fortu, dostali się po ostrzał z broni maszynowej zainstalowanej w dziesiątkach otworów strzelniczych, a także w zamaskowanych bunkrach w okolicy. Amerykańskie czołgi ruszyły, aby wesprzeć piechotę, ale fort był całkowicie niewrażliwy na pociski czołgowe. Z kolei bunkry na wzgórzach były tak zamaskowane, że namierzenie ich było prawie niemożliwe. Gdy do czołgów otworzyła ogień artyleria i kilka z nich zostało zniszczonych, te wróciły do reszty oddziałów. Piechurzy natomiast ukryli się i poczekali do zmroku, a następnie wycofali się.

### Drugi atak
Przed drugim natarciem w szeregach kompanii A, G i B 11 pułku panowało niskie morale. Kompania A otrzymała niewielkie ilości ciężkiego sprzętu, ale kilka godzin przed atakiem okazało się, że jest on bezużyteczny. Buldożery, których zadaniem było przedrzeć się przez zasieki i unieszkodliwić pole minowe, miały poważne awarie silnika. Żadnego z nich nie dało się wprawić z ruch. Z czterech miotaczy płomieni działał tylko jeden. Nadzieją były za to rury Bangalore, które pomogły przedrzeć się przez umocnienia na plaży Omaha.
3 października Amerykanie ruszyli do ataku. Kompania A podeszła pierwsza do fortu i podłożyła bomby pod zasieki. Ani jedna nie wypaliła i umocnienia pozostały nietknięte. Kompania B mimo to ruszyła groblą do Driant. Dowódca kompanii, kapitan Harry Anderson, biegł na przedzie i rzucał granatami w Niemców. Żołnierzom udało się dobiec do fortu. Granatami wysadzili miny i przeskoczyli zasieki. Kilku żołnierzy poraniło się, ale większość dotarła do bunkra granicznego.
Niemcy w środku opuścili otwór strzelniczy, ale pozostali w tylnym pomieszczeniu. Wtedy szeregowy Robert Hemlund wrzucił przez górne wejście jedną z ostatnich rur Bangalore. Kilku Niemców, którzy przeżyli wybuch, wybiegło na zewnątrz. Tam Anderson zabił ich serią z thompsona i bez przeszkód wprowadził swoich ludzi do fortu. Kompania A, jako że wykonała swoje zadanie, polegające na umożliwieniu wejścia do fortu, wycofała się.
Amerykanie weszli do koszar. W krótkiej walce na małym dystansie zabili Niemców, który tam przybywali. Potem ruszyli dalej i zajęli pobliskie jedno pomieszczenie. Następnie Niemcy ruszyli do nagłego kontrataku. Zaczęli zasypywać Amerykanów granatami i zadawać im straty. Natarcia odpierali, ale nie czynili przez dłuższy czas żadnych postępów. Załoga Driant okazała się zaskakująco liczna.
Harry nadał komunikat, że nie jest w stanie atakować. Jeszcze przed zachodem słońca otrzymał posiłki – kompanię B pod dowództwem kapitana Jacka Gerrie’ego, wspartą czterema Shermanami. Żołnierze ci nie zdołali dotrzeć do fortu, bo dostali się pod ostrzał z kilku sąsiednich bunkrów. Niemcy spróbowali nawet ich okrążyć. Czołgi zostały trafione w gąsienice z panzerfaustów i zostały unieruchomione. Załogi je porzuciły, a kompania G zajęła okoliczne porzucone okopy i schrony.
4 października Gerrie znów poprowadził swoją kompanię G do Driant. Tym razem Niemcy skupili na jego ludziach jeszcze gęstszy ostrzał. Amerykanie walczyli, lecz do wieczora ponad połowa z nich straciła życie. Jack według rozkazu pozostał mimo to na pozycji.
Tymczasem kompania B tkwiła w forcie czyniąc znikome postępy i z trudem odpierając zmasowane ataki wroga. Panowały tam złe warunki sanitarne. Było duszno, wszystkie źródła czystej wody kontrolowali Niemcy, lekarzom brakowało medykamentów, a rannych przybywało. Anderson postanowił wreszcie przerwać ataki. Rozstawił prowizoryczną obronę i kazał tkwić na pozycjach. Żołnierze z kompanii G zrezygnowali z dostarczania ich sojusznikom w fortecy jakiegokolwiek zaopatrzenia, gdyż byli nieustannie ostrzeliwani przez artylerię, w jedyne w okolicy drzwi do fortu wstrzelanych było kilkanaście kaemów.
5 października Garrie siedząc w głębokim kraterze po pocisku nadał meldunek do dowódcy batalionu. Brzmiał on następująco:

Sytuacja jest krytyczna; jeszcze jedna czy druga nawała artyleryjska, jeden kontratak, a będziemy zgubieni. Nie mamy ludzi, sprzęt został zniszczony, a my nie możemy się ruszyć... Nie mamy jak iść do przodu. Może zdołamy utrzymać się do zapadnięcia ciemności, ale jeżeli tego wieczoru cokolwiek się zdarzy, za nic nie ręczę. Artyleria nieprzyjaciela masakruje nas. Nie możemy wyjść na zewnątrz, żeby zabrać swoich rannych i mamy cholernie dużo zabitych i zaginionych... W tej sytuacji są tylko dwa wyjścia: albo powinniśmy wycofać się i sprowadzić nad fort ciężkie bombowce, albo dostać diabelnie duże posiłki, ale w końcu Niemcy i tak zagrożą nam swoją artylerią. Artyleria jest tu znakomicie wstrzelana... To tylko sugestia, ale jeżeli zależy nam na tym przeklętym forcie, trzeba zgromadzić wszystkie siły i ruszać. Na razie go nie zdobyliśmy.

Dowódca batalionu był poruszony tym meldunkiem i przekazał go od razu dowódcy XX korpusu, a ten Pattonowi, który odpowiedział następująco:

Nigdy – nie będzie ani wycofywania się, ani posiłków. Driant będzie wzięte, choćby miało to kosztować życie wszystkich żołnierzy korpusu. Nie pozwolę, aby atak mojej armii spełzł na niczym.

Dopiero po trzech dniach Patton wysłał do ataku kolejny, cały pułk, który został, jak poprzedni, zdziesiątkowany.
13 października wreszcie zezwolono na odwrót. Straty 11 pułku sięgały 60%. Pod Driant 3 Armia poniosła pierwszą porażką od początku wojny.

## Znaczenie bitwy
Bitwa pod fort Driant zakończyła się porażką Amerykanów. 3. Armia poniosła straty, ale od tej pory nastawienie Pattona do wojny zmieniło się, zwłaszcza po interwencji Eisenhowera. 3 armia przestała przeprowadzać samobójcze akcje i zaczęła unikać walki tam, gdzie przyniosłaby ona tylko niekorzyści.